# Sisymbrium assoanum
Sisymbrium assoanum är en korsblommig växtart som beskrevs av Francisco Loscos y Bernal och José Pardo y Sastrón. Sisymbrium assoanum ingår i släktet gatsenaper, och familjen korsblommiga växter. Inga underarter finns listade i Catalogue of Life.